# コンセルタシオン・デモクラシア
コンセルタシオン・デモクラシア、または単にコンセルタシオン（Concertación de Partidos por la Democracia）は、かつて存在した、チリの中道～中道左派政党連合の名称である。正式には民主主義のための政党盟約（コンセルタシオン）と称する。アウグスト・ピノチェト将軍の軍事独裁政権が終わりを告げた1989年以来、2010年まで一貫して政権を握っていた。下野中であった2013年に、新多数派（しんたすうは、スペイン語:Nueva Mayoría）へと改組した。

## 沿革
コンセルタシオンは、軍事政権の延長の是非を問うため1988年10月に行われた国民投票に際し、軍政延長反対派のキリスト教民主党やチリ社会党及び“民主主義のための政党”など16政党が統一協定を結び同年2月に結成された「ノーをめざす運動本部」（Concertacion por el No）を母体として、1989年7月6日に結成された。
1989年12月の大統領選挙にてキリスト教民主党のパトリシオ・エイルウィンを統一候補として擁立し、軍政支持派に勝利した。それ以来、1993年のエドゥアルド・フレイ（キリスト教民主党）、1999年のリカルド・ラゴス（チリ社会党・民主主義のための党）、2005年ミシェル・バチェレ（チリ社会党）と、4回の大統領選挙に勝利している。しかし2009年の大統領選挙では中道右派の政党連合「変革のための同盟」が推すセバスティアン・ピニェラが勝利し、野党に転じた。
野党に転じたあと、コンセルタシオンを構成する「民主主義のための政党」から、同連合の枠外の政党（地方独立党 PRI、チリ共産党 PC、進歩党 PRO）との協力を進めるべきとする意見が上がった。左傾化を警戒するキリスト教民主党がこれに反対するなどの動きもあったが、2013年4月、チリ共産党、市民左派 ICや拡大社会運動 MASなどを加え、「新多数派」へと改組した。

## 構成政党
コンセルタシオンを構成していたのは以下の各政党である。
- キリスト教民主党 Partido Demócrata Cristiano de Chile, (PDC)
- チリ社会党 Partido Socialista de Chile, (PS)
- 民主主義のための政党 Partido por la Democracia, (PPD)
- 急進社会民主党 Partido Radical Socialdemócrata,（PRSD）